# Смольный проспект
Смо́льный проспе́кт — проспект в Центральном районе Санкт-Петербурга. Проходит от улицы Бонч-Бруевича и Лафонской улицы до Синопской и Смольной набережных.

## История
- Первоначально — проспект к Большой Охте (с 1798 года по 1800-е). Назван по находившемуся напротив проспекта Большеохтинскому перевозу через Неву.
- С 1817 по 1868 год — Большой Охтенский проспект.
- С 1821 по 1858 год — Смольная улица. Название дано по выходившему в проспект Смольному двору.
- На плане 1828 года обозначен как Бережки. Связано с тем, что проезд выходил к берегу Невы.
- С 1860 года — Охтенский проспект. Параллельно — Смольный проспект.
- С 7 марта 1880 года — официально установлено второе название.

## Достопримечательности
- Смольный — непосредственно на проспект выходит служебный корпус и сад-партер Смольного.
- Смольный проспект, д. № 6 — дом, где в 1912—1935 годах жил выдающийся географ П. К. Козлов. Имеется мемориальная доска на доме и музейная экспозиция в кв. № 32[2].